# Siedem piękności Pasqualino
Siedem piękności Pasqualino (wł. Pasqualino Settebellezze) – włoski komediodramat z 1975 roku w reżyserii Liny Wertmüller.

## Fabuła
Pasqualino Frafuso znany jako "Pasqualino Siedem Piękności" jest Neapolitańczykiem, który żyje na utrzymaniu matki i swoich siedmiu mało atrakcyjnych sióstr. Niebawem jedna z nich zostaje uwiedziona przez lokalnego alfonsa i pracuje jako prostytutka. Pasqualino zabija mężczyznę, bo tak nakazuje rodzinny kodeks honoru. Zbrodnia wychodzi na jaw i Pasqualino trafia do więzienia. Po niefortunnym zdarzeniu, trafia na oddział psychiatryczny i robi wszystko, by tylko wydostać się z ośrodka. Wkrótce wybucha II wojna światowa, więc udając obrońcę ojczyzny zaciąga się do armii. Razem z przyjacielem Francesco dezerteruje. Zostaje schwytany przez Niemców po tym, jak widzi mord żydowskiej wioski. Trafia do obozu koncentracyjnego dowodzonego przez sadystkę, ale ma plan ucieczki.

## Obsada
- Giancarlo Giannini - Pasqualino Frafuso
- Fernando Rey - Pedro, anarchista-więzień
- Shirley Stoler - Komendantka
- Elena Fiore - Concettina, siostra Pasqualino
- Piero Di Iorio - Francesco, przyjaciel Pasqualino
- Enzo Vitale - Don Raffaele
- Roberto Herlitzka - Socjalista
- Lucio Amelio - Prawnik
- Ermelinda De Felice - matka Pasqualino
- Francesca Marciano - Carolina

i inni